# میگالاستات
میگالاستات (انگلیسی: Migalastat) با نام تجاری گالافولد یا آمیگال دارویی است که برای درمانِ بیماری فابری به‌کار می‌رود که نوعی اختلال ژنتیکی نادر است. سازمان غذا و داروی آمریکا این دارو را در سال ۲۰۰۴ در فهرست داروهای کم‌کاربرد خاص قرار داد و کمیسیون اروپا این دارو را در مه ۲۰۱۶ میلادی مورد پذیرش قرار داد.

## موارد مصرف
میگالاستات برای درمانِ درازمدتِ بیماری فابری در بالغین و نوجوانان بالای ۱۶ سالی که جهش درمان‌پذیر آنزیم «آلفا-گالاکتوزیداز A» دارند، کاربرد دارد. مقصود از جهش «درمان‌پذیر»، جهشی است که که منجر به تاشدگی ساختاری آنزیم می‌شود اما اختلال چندانی در عملکرد آن ایجاد نمی‌کند.
شرکت سازندهٔ این دارو بر اساس یک پژوهش درون‌کشتگاهی، فهرستی از ۲۶۹ جهش درمان‌پذیر و ۶۰۰ جهش غیرقابل درمان را منتشر کرده‌است. حدود ۳۵ تا ۵۰٪ از افراد مبتلا به بیماری فابری، جهش‌های درمان‌پذیر دارند.

## عوارض جانبی
بر پایهٔ کارآزمایی‌های بالینی انجام‌یافته، شایع‌ترین عارضه این دارو، سردرد (در حدود ۱۰٪ بیماران) بوده‌است. عوارض کمتر شایع (بین ۱ و ۱۰٪ بیماران) شامل احساس گیجی، خستگی و تهوع و افسردگی است. عوارض احتمالی نادر به‌دلیل کم‌بودن تعداد دریافت‌کنندگان دارو قابل بررسی نبوده‌است.

## تداخلات دارویی
میگالاستات آنزیم‌های کبدی سیتوکروم پی ۴۵۰ یا حامل‌های پروتئینی را القا یا مهار نمی‌کند و در نتیجه انتظار بر آن است که تداخل دارویی چندانی با سایر داروها نداشته باشد.
اگر میگالاستات به‌همراه «آگالازیداز آلفا یا بتا» وریدی (که نوعی آلفا-گالاکتوزیداز نوترکیب است) تجویز شود، سطح خونی آنزیم آلفا-گالاکتوزیداز بالا می رود.

## فارماکوکینتیک
فراهمی زیستی این دارو در صورتِ مصرف همزمان با غذا، در حدود ۷۵٪ است و به حامل‌های پروتئینی پلاسما متصل نمی‌شود. دفع این دارو از بدن بیشتر از طریق ادرار (۷۷٪) و تا حدودی از طریق مدفوع (۲۰٪) است. نیمه‌عمر دارویی میگالاستات پس از یک تک‌دوز، ۳ تا ۵ ساعت است.